# Schopp
Schopp – miejscowość i gmina (Ortsgemeinde) w Niemczech, w kraju związkowym Nadrenia-Palatynat, w powiecie Kaiserslautern, wchodzi w skład gminy związkowej Landstuhl. Do 30 czerwca 2019 wchodziła w skład gminy związkowej Kaiserslautern-Süd.

## Transport

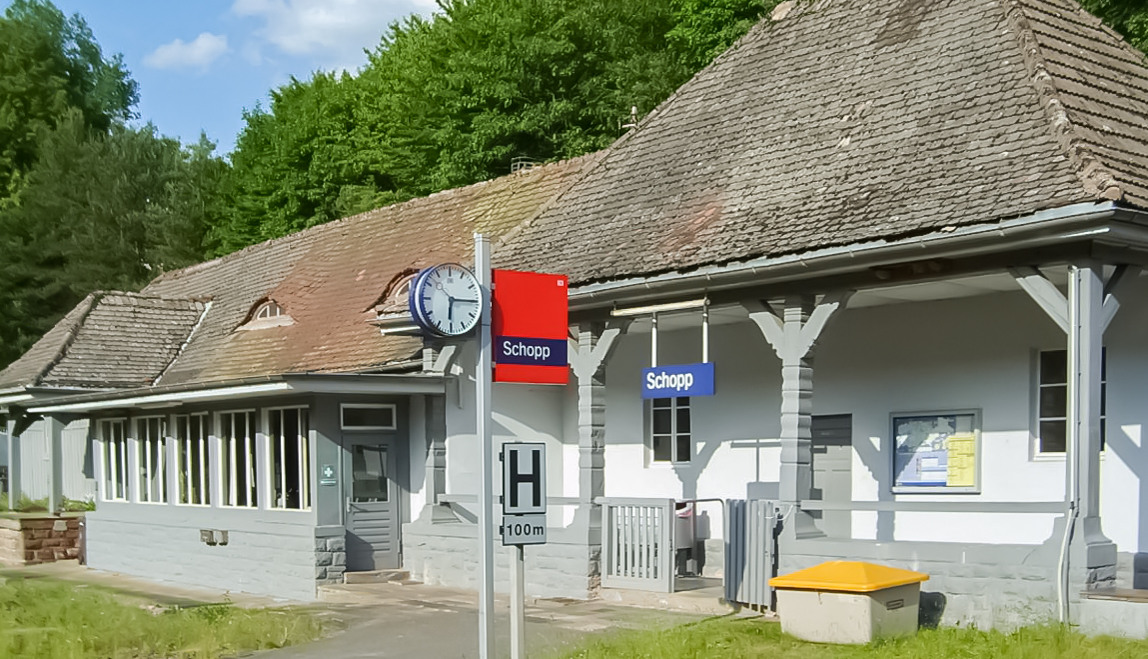
Budynek dworca

Bahnhof Schopp – stacja kolejowa. Stacja powstała w 1913 budynek dworca (z 1912) – linia kolejowa nr 3300/3310 (Biebermühlbahn) Kaiserslautern – Pirmasens.